# Мазен
Мазен (нем. Maasen) — община в Германии, в земле Нижняя Саксония.
Входит в состав района Дипхольц. Подчиняется управлению Зиденбург. Население составляет 517 человек (на 31 декабря 2010 года). Занимает площадь 18,69 км².
Коммуна подразделяется на 4 сельских округа.
| Год  | Население |
| ---- | --------- |
| 1990 | 502       |
| 1995 | 552       |
| 2000 | 549       |
| 2005 | 536       |
| 2010 | 529       |